# Moncef Zekri
Pour les articles homonymes, voir Zekri.
Moncef Zekri (en arabe : منصف زيكري), né le 20 septembre 2008 à Bruxelles en Belgique, est un footballeur marocain qui joue au poste d'arrière gauche au KV Malines.

## Biographie

### Carrière en club
Né à Bruxelles en Belgique, Moncef Zekri est formé par le KV Malines, où il s'illustre d'abord avec les équipes de jeunes, puis avec l'équipe reserve en quatrième division à partir de la saison 2024-25.
Après sa participation à la CAN des moins de 17 ans en sélection, il retourne dans son club et entre en jeu le 10 mai 2025 contre le Standard de Liège en remplaçant Mory Konaté, faisant ainsi ses débuts professionnels à l'âge de seize ans. Huit jours plus tard, il reçoit sa première titularisation contre le Sporting Charleroi (match nul, 1-1). En fin de saison, Moncef Zekri signe son premier contrat professionnel, malgré un fort intérêt de l'Ajax Amsterdam,,. 

### Carrière en sélection
En mars 2025 Moncef Zekri  est convoqué avec l'équipe du Maroc des moins de 17 ans pour participer à la Coupe d'Afrique des nations des moins de 17 ans qui a lieu en mars puis avril à domicile,.
Titulaire lors de la compétition, il fait partie des joueurs les plus en vue de l'équipe,, alors que le Maroc  atteint la finale de la compétition après sa victoire aux tirs au but face à la Côte d'Ivoire (0-0 dans le temps réglementaire),,. Après un autre match nul et vierge (victoire 4-2 aux tirs au but) face au Mali, les marocains remportent le premier titre de leur histoire dans la compétition,.
Parmi les joueurs les plus en vue des marocains, il est inclus dans l'équipe type de la Coupe d'Afrique,,. Après la CAN des moins de 17 ans, il est sur les tablettes de plusieurs clubs européens.

## Palmarès

### En sélection
- Maroc -17 ans
  - Coupe d'Afrique des nations
    -  Vainqueur en 2025

  - Championnat d'Afrique du Nord
    -  Médaille de bronze en 2024

### Distinctions individuelles
- 2025 : Dans l'équipe type de la CAN U17[13].